# Alfred Reginald Radcliffe-Brown
Alfred Reginald Radcliffe-Brown (Birmingham, 17 gennaio 1881 – Londra, 24 ottobre 1955) è stato un antropologo inglese.
È considerato uno dei fondatori dell'indirizzo funzionalistico in antropologia sociale. Suo lavoro fondamentale è Struttura e funzione nella società primitiva (Structure and Function in Primitive Society), del 1952.

## Biografia
Allievo di William Halse Rivers, Radcliffe-Brown studiò alla facoltà di biologia specializzandosi in etnozoologia. 
Studiò psicologia sotto W. H. R. Rivers che, con A. C. Haddon, lo spinse verso la antropologia sociale. Sotto l'influenza di quest'ultimo viaggiò nelle isole Andamane (1906–1908), nell'Oceano Indiano, e nell'Australia occidentale (1910–1912, con il biologo e scrittore E. L. Grant Watson e con la scrittrice australiana Daisy Bates) per condurre un lavoro sul campo.
Il periodo trascorso sulle isole Andamane e nell'Australia occidentale furono la base per i suoi ultimi libri The Andaman Islanders (1922) e The Social Organization of Australian Tribes (1930). Al congresso del 1914 dell'Associazione Britannica per l'Avanzamento delle Scienze, a Melbourne, Bates lo accusò aver plagiato la di lei opera, basata su un manoscritto non ancora pubblicato, che lei gli aveva inviato per un suo commento.
Nel 1922 pubblicò Gli isolani delle Andamane, lo stesso anno in cui uscì Argonauti del Pacifico occidentale di Bronisław Malinowski.
Nella sua opera fu influenzato da Émile Durkheim, nella misura in cui cercò di definire la funzione sociale dei fenomeni mitico-religiosi.
Inizialmente professore a Cambridge, nel 1926 fu chiamato a dirigere l'istituto di antropologia dell'Università di Sydney. In seguito fu a Chicago e dal 1937 professore ad Oxford. Fondatore della rivista Oceania, diresse numerose spedizioni in Australia. Dopo la partenza di Malinowski per gli Stati Uniti nel 1938, Radcliffe-Brown divenne la figura più influente dell'antropologia britannica.
La quasi totalità degli autori britannici che dominarono la scena teorica tra gli anni Quaranta e Sessanta del Novecento s'inserirono, infatti, in campi problematici da questi già delineati.

## Il pensiero
Sin dagli anni '20 del Novecento Radcliffe-Brown si era posto il problema di definire l'oggetto dell'antropologia. Lo definì nelle leggi che determinano il funzionamento e le trasformazioni delle società. Il suo approccio tuttavia non analizzò mai come cambiano nel tempo le istituzioni sociali, ma solo il modo in cui funzionano.
Radcliffe-Brown, distanziandosi dal funzionalismo di Bronislaw Malinowski, elebora il concetto di struttura sociale, infatti viene considerato il padre fondatore dello struttural-funzionalismo, corrente che studia i legami tra gli individui e i gruppi di appartenenza dentro la società. Radcliffe-Brown definisce la struttura sociale come un sistema di relazioni, in cui gli interessi e i valori individuali sono integrati e adattati in un quadro di valori sociali che vengono realizzati in norme istituzionali, quindi la struttura è alla base della società. Nota, inoltre, che le strutture, pur modificandosi, garantiscono comunque la sopravvivenza delle società. Radcliffe-Brown usa il metodo comparativo per trovare leggi universali che descrivano la struttura di qualsiasi società analizzata.